# توربالاژیته
توربالاژیته (به بلغاری: Torbalazhite) یک منطقهٔ مسکونی در بلغارستان است که در شهرستان گابروو واقع شده است.